# 大东海旅游中心
海南大东海旅游中心股份有限公司 （深交所：000613）是中国深圳证券交易所的一家上市公司，主营业务范围为旅馆业。
2011年，该公司主营业务收入为32990680.70元，公司净利润为-5281228.50元，公司总资产为118036774.80元。